# El amanecer de los Croods
El amanecer de los Croods (Dawn of the Croods) es una serie animada estadounidense producida por Dreamworks Animación y basado en la película Los Croods. Se estrenó el 24 de diciembre de 2015 exclusivamente en Netflix.

## Argumento
La historia tiene lugar antes de los acontecimientos de la película. Su estilo gráfico, a diferencia del 3d de la película, es de dibujo a mano.
En España ha empezado ha emitirlo por el canal Clan TV mientras que en Cataluña por el Super3.

## Voces protagonistas

### Principales
- Dan Milano como Grug Crood.
- Cree Summer como Ugga Crood.
- Stephanie Lemelin como Eep Crood.
- Chris Parnell como Greído.
- Ana Gasteyer como Meep.
- Laraine Newman Como Gran Crood.
- A.J. Locascio Como Tonk Crood.
- Matt L. Jones como Kyle, Un Boov Polícia.
- John Cena como Ferdinand, el Toro.
- Joshua Rush como Bunga.

### Voces adicionales
- Grey Griffin como Sandy Crood.